# Tranvia Saluzzo-Pinerolo
La tranvia Saluzzo-Pinerolo era una linea tranviaria interurbana che collegava le città di Saluzzo e Pinerolo dal 1881 al 1935.

## Storia

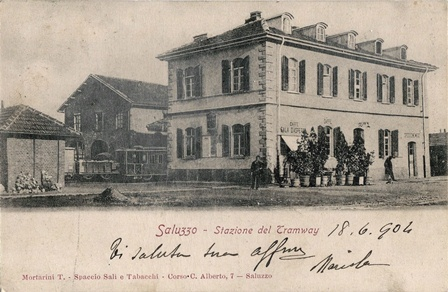
Saluzzo, stazione tranviaria

I primi passi verso la costruzione di una rete di tranvie nel Saluzzese furono compiuti nel luglio 1877, quando un'assemblea di Comuni interessati, deputati e consiglieri provinciali deliberò di promuovere la costruzione di una ferrovia tra Airasca, Saluzzo, Cuneo e Mondovì con diramazione Busca-Dronero. Poco dopo il banchiere francese Alfonso Raoul Berrier-Delaleu presentò domanda per la concessione delle linee tranviarie Cuneo-Dronero, Cuneo-Busca-Saluzzo, Cuneo-Mondovì e Saluzzo-Moretta-Pancalieri (quest'ultima prolungabile sino a Torino): il 29 ottobre 1877 il consiglio provinciale di Cuneo accettò la domanda, accordando il successivo 4 novembre la costruzione e l'esercizio delle tranvie Cuneo-Dronero e Cuneo-Busca-Saluzzo, aperte tra il 1879 e il 1880. Nel 1879 il consiglio comunale di Saluzzo votò inoltre una risoluzione per la costruzione delle linee per Revello, Paesana e Barge, offrendo un sussidio di 100.000 lire.
L'anno successivo, nell'intento di precedere eventuali concorrenti, Berrier-Delaleu presentò domanda per la concessione della linea Saluzzo-Revello-Barge, da prolungare a Cavour e da lì a Pinerolo. Ottenuta la concessione, per la quale rinunciò diritti per il tronco Saluzzo-Moretta-Lombriasco in favore della Compagnie Générale des Tramways à Vapeur Piémontais del banchiere belga Rodolfo Coumond, la linea aprì il 27 giugno 1881.
Nel 1882 Coumond, che nel frattanto aveva inaugurato la tranvia Torino-Saluzzo, rilevò da Berrier-Delaleu, in difficoltà economiche per la costruzione delle tranvie Asti-Cortanze e Asti-Canale, le concessioni delle linee Cuneo-Saluzzo, Cuneo-Dronero, Pinerolo-Cavour e Saluzzo-Revello. Con l'assorbimento delle linee di Barrier-Delaleu si costituì la Compagnia Generale dei Tramways Piemontesi (CGTP), con sede a Bruxelles, che sino alla prima guerra mondiale espanse la propria rete fino a raggiungere una lunghezza totale di 189,965 km; tra il 1903 e il 1907 la società dichiarava un utile pari al 32% del prodotto l'esercizio, il maggiore tra tutte le tranvie piemontesi. Fu sotto la gestione CGTP, nel novembre 1882, che la linea fu prolungata da Cavour a Saluzzo: questo come conseguenza della costruzione della ferrovia Bricherasio-Barge, che si sovrapponeva in parte alla progettata relazione Pinerolo-Cavour-Barge-Revello-Saluzzo.

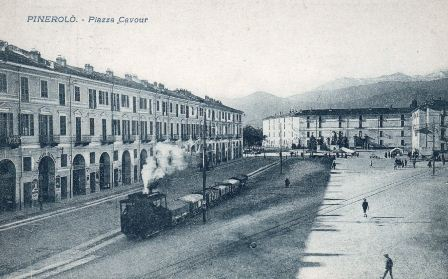
Pinerolo, piazza Cavour

Dal 1º gennaio 1887 fu istituito un servizio cumulativo tra la Saluzzo-Pinerolo e la tranvia Pinerolo-Perosa Argentina. Il traffico merci si giovava del collegamento con la linea della Val Chisone: per Pinerolo transitavano materiali ferrosi, carbone e talco. Tra i passeggeri illustri della tranvia figura Giovanni Giolitti: lo statista, raggiunta Pinerolo in treno, prendeva il tram per Cavour, e per esso la CGTP costruì una carrozza speciale, mai usata

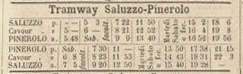
Orario del 1901

Con gli anni la linea ebbe un certo traffico merci, soprattutto da e per la Pinerolo-Perosa Argentina (carbone e acciaio per la RIV, legno e talco dalla val Chisone per le cartiere Burgo di Verzuolo), ma un ridotto traffico passeggeri, ulteriormente diminuito quando, a partire dal 1919 la SAPAV (spinta dall'onorevole Luigi Facta) inaugurò un'autolinea tra Pinerolo e Cavour che assorbì quasi totalmente il traffico passeggeri
Passata la prima guerra mondiale la CGTP, per ridurre i costi d'esercizio (manodopera, combustibili, manutenzione) e incrementare le velocità nella seconda metà degli anni venti sperimentò un'automotrice a benzolo, per poi orientarsi a partire dal dicembre 1925 sull'impiego di elettromotrici ad accumulatori su spinta del direttore generale dottor Pietro Lo Balbo.
Con le elettromotrici, peraltro mai impiegate sulla Saluzzo-Pinerolo, il servizio migliorò, ma non fu sufficiente a contrastare l'avanzata delle autolinee: il 1º maggio 1935 la Saluzzo-Pinerolo, insieme ad altre linee della rete CGTP con scarso traffico o con profili accidentati, fu trasformata in autolinea affidata alla Società Anonima Autolinee Piemontesi, consociata della CGTP.

## Caratteristiche
| Unused urban continuation backward |

| Unknown route-map component "uexBHF" |

| Unknown route-map component "uexHST" |

| Unknown route-map component "uexHST" |

| Unknown route-map component "uexBHF" |

| Unknown route-map component "uexBHF" |

| Unknown route-map component "uexBHF" |

| Unknown route-map component "uexHST" |

| Unknown route-map component "uexBHF" |

| Unknown route-map component "uexBHF" |

| Unknown route-map component "uexHST" |

| Unknown route-map component "uexHST" |

| Unknown route-map component "uexBHF" |

| Unknown route-map component "uexHST" |

| Unknown route-map component "uexBHF" |

| Unknown route-map component "uexHST" |

| Unknown route-map component "uexHST" |

| Unknown route-map component "exCONTgq" | Unknown route-map component "uexmKRZ" | Unknown route-map component "exCONTfq" |

| Unknown route-map component "uexKBHFe" |

La linea tranviaria era a scartamento ridotto di 1100 mm, e si sviluppava per 30,998 km; il raggio minimo di curva era di 50 metri, la pendenza massima del 22 per mille. La velocità massima ammessa era di 24 km/h.

### Percorso
La linea partiva dalla stazione tranviaria di Saluzzo, situata in piazza XX Settembre e raccordata con la ferrovia. Dopo la chiusura della tranvia l'edificio fu utilizzato come autostazione per le autolinee SATIP; parzialmente modificato negli anni successivi, chiuse nel 1977 sostituito dalla nuova autostazione di via Circonvallazione, e successivamente fu demolito: al suo posto furono costruiti alcuni condomini.

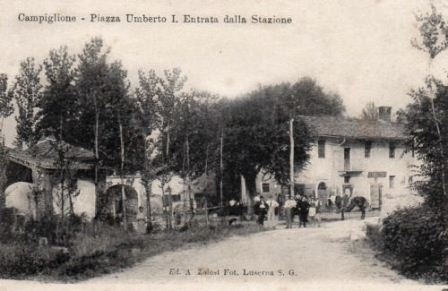
Campiglione all'uscita della stazione

Uscita da Saluzzo la tranvia imboccava la strada statale 589 dei Laghi di Avigliana, attraversando le località di Staffarda, Cavour (la cui stazione si trovava nell'area successivamente occupata da un supermercato), Babano, Campiglione-Fenile, Garzigliana e Osasco, terminando la corsa a Pinerolo in una stazione situata alla confluenza tra corso Torino e via Giolitti, non distante dai capolinea delle tranvie per Perosa Argentina e Orbassano.
A Pinerolo la linea era raccordata con le FS; poco oltre Pinerolo la linea attraversava a livello la ferrovia Pinerolo-Torre Pellice.

## Materiale rotabile

### Motrici
Sulla tranvia prestarono inizialmente servizio tre locomotive tranviarie a due assi costruite dalla Krauss. Con il subentro nella gestione della linea della CGTP le locomotive entrarono a far parte del parco rotabili di quest'ultima società.
Ad esse seguirono altre locomotive tranviarie, costruite da Krauss e Henschel, consegnate sino al 1909: il parco CGTP ne contava complessivamente 40; ad esse si aggiunsero due Breda e due Borsig provenienti dalla tranvia Pinerolo-Perosa Argentina.
Nel 1925 la CGTP ordinò un'automotrice DWK Tipo IV alla Romeo per la propria rete sociale, sulla quale prestò servizio per circa un decennio con scarsi risultati.
Poco dopo si sperimentò la trazione ad accumulatori, già provata su altre linee tranviarie italiane: le Officine di Savigliano costruirono due automotrici sui telai di carrozze a due assi Grondona, spinti da due motori da 13 CV l'uno: tali elettromotrici diedero buoni risultati, riducendo i tempi di percorrenza del 30%. Fu successivamente allestita un'ulteriore serie di quattro automotrici, due costruite dalle officine di Savigliano e due dalle officine CGTP sulla base di carrozze, mosse da due motori per complessivi 40 CV.
La sperimentazione ebbe successo, tanto che la CGTP ordinò nel 1929 tre automotrici a carrelli, costruite dalla Carminati&Toselli con parte elettrica TIBB, in servizio dal 1930; nel 1933 ne furono consegnate altre tre.

### Carrozze e carri merce
Le prime carrozze furono fornite dalla Locati di Torino (non più di 12 unità, a due assi e terrazzini); successivamente la Grondona fornì una sessantina di carrozze, sempre a due assi e terrazzini ma più comode.
Le carrozze Locati furono radiate tra il 1910 e il 1920; in quegli anni le Officine Meccaniche di Pinerolo fornirono 28 carrozze a vestiboli chiusi (quattro miste di I e II classe, le altre di II classe), più lunghe delle precedenti e impiegate principalmente sulle linee Torino-Carmagnola, Torino-Saluzzo-Cuneo e Cuneo-Dronero, inoltre parte delle vetture Grondona furono trasformate a terrazzini chiusi. Nei primi anni trenta arrivarono due carrozze a due assi e terrazzini provenienti dalla tranvia Messina-Barcellona Pozzo di Gotto, i cui soci erano gli stessi della CGTP, ma non prestarono mai servizio.
Nel 1930 risultavano in servizio circa 400 carri merce, di cui 60 chiusi e 45 a sponde basse.

### Materiale motore - prospetto di sintesi
| Unità   | Anno di costruzione | Costruttore | Tipo                                   | Note                                                                      |
| ------- | ------------------- | ----------- | -------------------------------------- | ------------------------------------------------------------------------- |
| 1÷5     | 1879-1880           | SLM         | Locotender a 2 assi                    | ex Berrier-Delaleu per la Cuneo-Dronero                                   |
| 1÷3     | 1879-1880           | SLM         | Locotender a 2 assi                    | ex Berrier-Delaleu per la Saluzzo-Cuneo                                   |
| 4       | 1881                | Hagans      |                                        | ex Berrier-Delaleu                                                        |
| 5÷7     | 1881                | Krauss      | A 2 assi                               | costruite per la Pinerolo-Cavour                                          |
| 10÷17   | 1881                | Henschel    | A 2 assi                               |                                                                           |
| 18      | 1909                | Henschel    | A 2 assi                               |                                                                           |
| 19÷27   | 1882                | Henschel    | A 2 assi                               |                                                                           |
| 28÷35   | 1888                | Henschel    | A 2 assi                               |                                                                           |
| 36÷38   | 1907                | Henschel    | A 2 assi                               |                                                                           |
| 1÷2     |                     | Breda       |                                        |                                                                           |
| 1÷2     |                     | Borsig      |                                        | ex Pinerolo-Perosa Argentina                                              |
| 51, 57  | 1925                | SNOS        | Automotrici ad accumulatori a due assi | costruite per la Torino-Carmagnola                                        |
| 3÷4     | 1927                | SNOS        | Automotrici ad accumulatori a due assi | costruite per Saluzzo-Revello-Paesana, Revello-Barge, Costigliole-Venasca |
| 5÷6     | 1927                | SNOS        | Automotrici ad accumulatori a due assi | costruite per Saluzzo-Revello-Paesana, Revello-Barge, Costigliole-Venasca |
| 101÷106 | 1929-1932           | C&T-TIBB    | Automotrici ad accumulatori a carrelli | costruite per Torino-Saluzzo-Cuneo, Cuneo-Dronero, Cuneo-Boves            |